# مارات سافين (لاعب كرة قدم)
مارات سافين (بالروسية: Марат Финатович Сафин)‏ هو لاعب كرة قدم روسي، ولد في 14 مارس 1972 في يكاترينبورغ في روسيا. لعب مع نادي أورال يكاترينبورغ.